# バスケットボール・ブンデスリーガ
バスケットボール・ブンデスリーガ（ドイツ語: Basketball Bundesliga, 英語: Federal Basketball League）は、ドイツにおけるプロバスケットボールのトップリーグである。略称はBBL。
1939年に発足されたが、第二次世界大戦勃発により中断し、1947年に再開、
1966年にプロ化された。サッカーのブンデスリーガのバスケットボール版に当たる。

## 所属チーム
| チーム                                             | 本拠地                       | 本拠アリーナ                                   | 収容人数 |
| -------------------------------------------------- | ---------------------------- | ---------------------------------------------- | -------- |
| ブローゼ・バンベルク                               | バンベルク                   | ブローゼ・アレーナ                             | 06,800   |
| メディ・バイロイト                                 | バイロイト                   | オーベルフランケンハレ                         | 04,000   |
| アルバ・ベルリン (P)                               | ベルリン                     | Uberアレーナ                                   | 14,500   |
| テレコム・バスケッツ・ボン                         | ボン                         | テレコム・ドーム                               | 06,000   |
| バスケットボール・レーヴェン・ブラウンシュヴァイク | ブラウンシュヴァイク         | フォルクスワーゲン・ハレ・ブラウンシュヴァイク | 06,100   |
| アイスベーレン・ブレーマーハーフェン               | ブレーマーハーフェン         | シュタットハレ・ブレーマーハーフェン           | 04,050   |
| クライルスハイム・マーリンズ (N)                   | クライルスハイム             | アレーナ・ホーエンローエ                       | 03,000   |
| フラポート・スカイライナーズ・フランクフルト       | フランクフルト・アム・マイン | フラポート・アレーナ                           | 05,002   |
| BG ゲッティンゲン (N)                              | ゲッティンゲン               | スパーカッセン・アレーナ                       | 03,450   |
| フェニックス・ハーゲン                             | ハーゲン                     | Enervie Arena                                  | 03,402   |
| MHPリーゼン・ルートヴィヒスブルク                  | ルートヴィヒスブルク         | MHPアレーナ                                    | 05,300   |
| バイエルン・ミュンヘン (M)                         | ミュンヘン                   | SAPガーデン                                    |          |
| EWEバスケッツ・オルデンブルク                      | オルデンブルク               | EWEアレーナ                                    | 06,042   |
| アルトラント・ドラゴンズ                           | クヴァーケンブリュック       | アルトラント・アレーナ                         | 03,000   |
| TBBトリーア                                        | トリーア                     | アレーナ・トリーア                             | 05,900   |
| ワルター・タイガース・テュービンゲン               | テュービンゲン               | パウルホーン・アレーナ                         | 03,132   |
| ラティオファーム・ウルム                           | ウルム                       | ラティオファーム・アレーナ                     | 06,000   |
| ミッテルドイチャーBC                               | ヴァイセンフェルス           | シュタットハレ                                 | 03,000   |

## 歴代優勝チーム
- 1938–39: LSV Spandau
- 1939-46: 第二次世界大戦で中止
- 1946–47: MTSV Schwabing
- 1947–48: Turnerbund Heidelberg
- 1948–49: MTSV Schwabing
- 1949–50: Stuttgart-Degerloch
- 1950–51: Turnerbund Heidelberg
- 1951–52: Turnerbund Heidelberg
- 1952–53: Turnerbund Heidelberg
- 1953–54: バイエルン・ミュンヘン
- 1954–55: バイエルン・ミュンヘン
- 1955–56: ATVデュッセルドルフ
- 1956–57: USC Heidelberg
- 1957–58: USC Heidelberg
- 1958–59: USC Heidelberg
- 1959–60: USC Heidelberg
- 1960–61: USC Heidelberg
- 1961–62: USC Heidelberg
- 1962–63: Alemannia Aachen
- 1963–64: Alemannia Aachen
- 1964–65: Gießen 46ers
- 1965–66: USC Heidelberg
- 1966–67: Gießen 46ers
- 1967–68: Gießen 46ers
- 1968–69: VfL Osnabrück
- 1969–70: TuS 04 Leverkusen
- 1970–71: TuS 04 Leverkusen
- 1971–72: TuS 04 Leverkusen
- 1972–73: USC Heidelberg
- 1973–74: SSV Hagen
- 1974–75: Gießen 46ers
- 1975–76: TuS 04 Leverkusen
- 1976–77: USC Heidelberg
- 1977–78: Gießen 46ers
- 1978–79: TuS 04 Leverkusen
- 1979–80: ASC 1846 Göttingen
- 1980–81: Saturn 77 Köln
- 1981–82: Saturn 77 Köln
- 1982–83: ASC 1846 Göttingen
- 1983–84: ASC 1846 Göttingen
- 1984–85: バイエル・レバークーゼン
- 1985–86: バイエル・レバークーゼン
- 1986–87: Saturn 77 Köln
- 1987–88: Saturn 77 Köln
- 1988–89: Steiner Bayreuth
- 1989–90: バイエル・レバークーゼン
- 1990–91: バイエル・レバークーゼン
- 1991–92: バイエル・レバークーゼン
- 1992–93: バイエル・レバークーゼン
- 1993–94: バイエル・レバークーゼン
- 1994–95: バイエル・レバークーゼン
- 1995–96: バイエル・レバークーゼン
- 1996–97: アルバ・ベルリン
- 1997–98: アルバ・ベルリン
- 1998–99: アルバ・ベルリン
- 1999–00: アルバ・ベルリン
- 2000–01: アルバ・ベルリン
- 2001–02: アルバ・ベルリン
- 2002–03: アルバ・ベルリン
- 2003–04: Opel Skyliners
- 2004–05: GHP Bamberg
- 2005–06: RheinEnergie Köln
- 2006–07: Brose Baskets
- 2007–08: アルバ・ベルリン
- 2008–09: EWE Baskets Oldenburg
- 2009–10: Brose Baskets
- 2010–11: Brose Baskets
- 2011–12: Brose Baskets
- 2012–13: Brose Baskets
- 2013–14: バイエルン・ミュンヘン
- 2014–15: Brose Baskets
- 2015–16: Brose Baskets
- 2016–17: Brose Bamberg
- 2017–18: バイエルン・ミュンヘン
- 2018–19: バイエルン・ミュンヘン
- 2019–20: アルバ・ベルリン
- 2020–21: アルバ・ベルリン
- 2021–22: アルバ・ベルリン
- 2022–23: Ratiopharm Ulm
- 2023–24: バイエルン・ミュンヘン